# La Reine des neiges (téléfilm, 2002)
Pour les articles homonymes, voir La Reine des neiges (homonymie).
Pour plus de détails, voir Fiche technique et Distribution.
La Reine des neiges (Snow Queen) est un téléfilm américano-britannique réalisé par David Wu (en) et diffusé le 7 décembre 2002 sur Hallmark Channel, d'après le conte homonyme de Hans Christian Andersen.

## Synopsis
Depuis que sa mère a été retrouvée morte dans la neige alors qu'elle n'avait que 8 ans, Gerda déteste l'hiver et reste inconsolable, tout comme son père Wolfgang. Celui-ci, directeur de l'« hôtel de l'Ours Blanc », engage le jeune Kai comme groom. Bientôt, Gerda et Kai tombent amoureux, et la jeune fille se sent revivre. Mais un soir, Kai reçoit un éclat de glace dans l'œil. Il devient alors distant et méprisant. Une femme mystérieuse arrive à l'hôtel et enlève Kai, qui n'oppose guère de résistance. Gerda part à sa recherche…

## Fiche technique
- Titre français : La Reine des neiges
- Titre original : Snow Queen
- Réalisateur : David Wu
- Scénario : Simon Moore d'après les contes de Hans Christian Andersen
- Production : Matthew O'Connor et Michael O'Connor
- Musique : Lawrence Shragge
- Image : Gregory Middleton
- Montage : Yelena Lanskaya et David Wu
- Décors : Clyde Klotz
- Costumes : Nancy Bryant
- Date de sortie : 7 décembre 2002 aux États-Unis

## Distribution
- Bridget Fonda (VF : Rafaèle Moutier) : la Reine des neiges
- Jeremy Guilbaut (en) (VF : Maël Davan-Soulas) : Kai
- Chelsea Hobbs (VF : Noémie Orphelin) : Gerda
- Robert Wisden (VF : Nicolas Marié) : Wolfgang
- Wanda Cannon (VF : Catherine Davenier) : Minna
- Jennifer Clement (VF : Julie Dumas) : la Magicienne du Printemps
- Kira Clavell (de) (VF : Sylvia Bergé) : la Princesse de l'Été
- Suzy Joachim (VF : Déborah Perret) : la Souveraine de l'Automne et des brigands
- Rachel Hayward : Amy
- Alexander Hoy (VF : Chantal Baroin) : Chen
- Kris Pope (en) : Reginald
- Daniel Gillies (VF : Sébastien Desjours) : le major Delfont Chalfont
- Markus Welby : le comte Rothstein
- Sage Brocklebank (VF : Pierre Tessier) : Helmut
- Adrian Holmes (en) (VF : Constantin Pappas) : Charles D'Amour
- Meghan Black (de) (VF : Dorothée Pousséo) : la fille des brigands
- John DeSantis : Satan
- Duncan Fraser : le maire
- Robert D. Jones : le prêtre
- Trever Havixbeck : le sergent
- Helena Yea : la couturière
- Mark Acheson (en) (VF : Constantin Pappas) : le second brigand du commandant
- Jessie Borgstrom : Gerda à 8 ans
- Dan Payne : le prince des ours polaires (voix)
- Richard Coombs (VF : Gérard Rinaldi) : l'ours polaire marionnettiste (voix)
- Jim Byrnes : un ours polaire (voix)

 Source et légende : version française (VF) sur RS Doublage et le carton du doublage.
Adaptation : Amanda Paquier, Direction artistique : Colette Venhard, Studio de doublage : Mediadub International

## Récompenses et nominations
- 2003 : Nomination au Saturn Award du meilleur téléfilm fantastique

## Commentaires
L'histoire du film est principalement inspirée du conte d'Andersen, La Reine des neiges notamment les 4e, 5e et 6e parties : « Le Jardin de la magicienne » ; « Le prince et la princesse » et « La petite fille des brigands ». En revanche, la 7e partie, « La femme laponne et la finnoise » a été éliminée, le réalisateur choisissant de raconter la captivité de Kai dans les cavernes de la Reine des Neiges, ce que ne décrit pas Andersen.

## Tournage
Le film a été entièrement tourné en Colombie britannique (Canada), notamment à Cranbrook, Fort Steele et Vancouver.